# Mozartella beethoveni
Mozartella beethoveni är en stekelart som beskrevs av Girault 1926. Mozartella beethoveni ingår i släktet Mozartella och familjen sköldlussteklar. Inga underarter finns listade i Catalogue of Life.